# Bathystethus cultratus
Bathystethus cultratus és una espècie de peix pertanyent a la família dels kifòsids.

## Descripció
- Pot arribar a fer 30 cm de llargària màxima.[3][4]

## Alimentació
Menja plàncton.

## Hàbitat
És un peix marí, pelàgic-nerític i de clima temperat.

## Distribució geogràfica
Es troba al Pacífic sud-occidental: Austràlia i Nova Zelanda.

## Observacions
És inofensiu per als humans.